# Kanadukathan
Kanadukathan (o Kanadukattan, Kanatu, Kanatukattan) è una suddivisione dell'India, classificata come town panchayat, di 4.795 abitanti, situata nel distretto di Sivaganga, nello stato federato del Tamil Nadu. In base al numero di abitanti la città rientra nella classe VI (meno di 5.000 persone).

## Geografia fisica
La città è situata a 10° 10' 0 N e 78° 46' 60 E e ha un'altitudine di 109 m s.l.m..

## Società

### Evoluzione demografica
Al censimento del 2001 la popolazione di Kanadukathan assommava a 4.795 persone, delle quali 2.394 maschi e 2.401 femmine. I bambini di età inferiore o uguale ai sei anni assommavano a 469, dei quali 235 maschi e 234 femmine. Infine, coloro che erano in grado di saper almeno leggere e scrivere erano 3.527, dei quali 1.909 maschi e 1.618 femmine.